# Paola Garelli
Paola Garelli, nota anche con lo pseudonimo di Mirka (Mondovì, 14 maggio 1916 – Savona, 1º novembre 1944), è stata una partigiana e acconciatrice italiana. Morì per fucilazione.

## Biografia
Fu fucilata senza un processo insieme ad altri cinque partigiani nel fossato della Fortezza ex Priamar di Savona da un plotone fascista. Prima di essere condotta alla fucilazione scrisse queste righe a sua figlia, una bambina, pubblicate più di mezzo secolo dopo nel libro Lettere dei condannati a morte della Resistenza italiana:
Aveva 28 anni.